# Lokalbahnhof Hannover

Hannover Lokalbahnhof war vom Bau 1872 bis 1880 der Name des von der Hannover-Altenbekener Eisenbahn errichteten Endbahnhofs für den Personenverkehr in Hannover. Er lag in der heutigen Südstadt westlich der Hannoverschen Südbahn und südöstlich der Großen Düwelstraße. Für den Güterverkehr bestand zunächst eine Verbindungskurve zum heutigen Betriebsbahnhof Hannover Pferdeturm. Daher stand das Empfangsgebäude nicht „vor Kopf“, sondern östlich von den Gleisen. Im Volksmund hatte er die Bezeichnung Südbahnhof.

## Geschichte 1880–1909

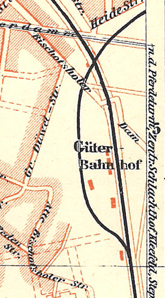
Der Güterbahnhof auf einem Stadtplan von 1895

Im Zuge der Hochlegung der Bahnanlagen in Hannover verhandelten die Preußische Staatsbahn und die Hannover-Altenbekener Eisenbahn erfolgreich über die Einführung der Altenbekener Strecke in den Hauptbahnhof. Daher wurde der Personenverkehr der Linien nach Altenbeken und Haste (Deisterbahn) direkt in den hochgelegten Hauptbahnhof (Gleise 1 und 2) eingebunden. Die Strecke der Altenbekener Bahn verließ die parallele Führung mit der Südbahn unmittelbar südlich der Überführung über die heutige Straße Am Südbahnhof und senkte sich auf die bestehende Strecke ab, deren Verlauf durch die Straßen „An der Weide“ und „Heinrich-Heine-Straße“ noch heute erkennbar ist. Der Straßenname Altenbekener Damm könnte zu der irrigen Annahme verleiten, die Bahnlinie wäre auf einem Damm verlaufen. Dieser war erst in der Leinemasch auf Höhe des heutigen Maschsees vorhanden. Im Bereich An der Weide / Jordanstraße wurde der Lokalbahnhof mit einer Signalstation (Abzweigstelle) an die neue Streckenführung angebunden. Für den Personenverkehr wurde er nun nicht mehr benötigt und erhielt die Bezeichnung Güterbahnhof Hannover-Süd. Das Empfangsgebäude wurde abgebaut, in seine Fachwerke zerlegt und in Halle (Westf.) als Empfangsgebäude wieder aufgebaut, wo es noch bis 1962 im Einsatz war.

## Geschichte nach 1909
In den Jahren 1906 bis 1912 bauten die Preußischen Staatsbahnen zur Entlastung des Hauptbahnhofs Hannover die Güterumgehungsbahn, entsprechend dem erfolgreichen „hanover system“ weitgehend auf Dämmen. Die Hannöversche Südbahn und die Hannover-Altenbekener Eisenbahn wurden jeweils zweigleisig parallel in Hochlage bis zur heutigen Wolfstraße geführt, der Haltepunkt Hannover Bismarckstraße neu gebaut. Dort wurde eine Abzweigstelle an der Altenbekener Strecke nördlich des Bahnsteigs A eingerichtet, mit einer einfachen Kreuzungsweiche im Gleis 1 und einer Weiche in Gleis 2. Unmittelbar westlich der mit fünf Überbauten neu gebauten Eisenbahnbrücke über den Altenbekener Damm ging das neue Zufahrtgleis zum Güterbahnhof Hannover-Süd in ein Gefälle über, so dass etwa auf Höhe einer Linie Geibelplatz – Robert-Koch-Platz die Gleisanlage des Bahnhofs wieder erreicht wurde.
Der Güterbahnhof Hannover-Süd war in den folgenden Jahrzehnten für die Versorgung Hannovers und die Abfuhr von Industrieprodukten bedeutend. Mehrere Unternehmen hatten Industrieanschlüsse an den Bahnhof, darunter die Kertess Chemie. Die regelmäßige Bedienung erfolgte von Hannover-Linden.

## Geschichte nach 1963
In die Elektrifizierung der Bahnstrecken rund um Hannover ab 1963, beginnend mit der Südbahn, wurde der Bahnhof Hannover-Süd nicht mit einbezogen. Er wurde auch zur Abstellung der ausgemusterten, zum Ausbau verwendbarer Teile und anschließender Verschrottung anstehenden Dampfloks genutzt.
Vermutlich zwischen 1967 und 1969 wurde der Südbahnhof vom Bahnhof zu Gleisanschlüssen herabgestuft. Die Abzweigstelle Hannover Bismarckstraße musste deshalb zum Bahnhof aufgestuft werden, damit der Wechsel zwischen Zugfahrten und Rangierfahrten dort stattfinden konnte.
Im November 1976 wurde Hannover Bismarckstraße zum Bahnhofsteil von Hannover Hbf, weil dessen Einfahrsignale von Süden nun vor die zusammenlaufenden Gleise der Südbahn und der Schnellfahrstrecke Hannover–Würzburg versetzt wurden. Die Anbindung des Südbahnhofs wurde geändert, weil von Süden nun auch die Einfahrt nach Gleis 1 in Hannover Bismarckstraße über eine neue Weichenverbindung südlich der Gustav-Brandt-Straße möglich wurde. Deshalb konnten die einfache Kreuzungsweiche in Gleis 1 durch eine einfache Weiche ersetzt und die Weiche in Gleis 2 ausgebaut werden. Die Ausfahrt aus dem Südbahnhof wurde nun durch zwei verbundene Sperrsignale gesichert, von denen eines vor der Weiche und eines am Nordende der Rampe angeordnet waren.

## Geschichte nach 1990
Mit dem Bau und der Inbetriebnahme des ESTW Hannover Hbf am 26. November 1996 wurde auch die Anbindung des Südbahnhofs in dieses einbezogen, um verbliebene einzelne Anschließer weiter bedienen zu können. Letzter Anschließer könnte dabei die Brückenmeisterei Hannover der DB gewesen sein, die im Zuge der Bahnstrukturreform aufgegeben wurde. Das Gelände des Südbahnhofs wurde nach und nach bis zum südlichen Sperrsignal entwidmet und ist inzwischen vorrangig mit Gewerbebetrieben überbaut worden.
Die Weiche im Gleis 1 und ein kleiner Gleisstumpf der Rampe blieben zunächst liegen und wurden dann ausgebaut. Der fünfte Überbau der Eisenbahnbrücke über den Altenbekener Damm ohne Gleis erinnert bis zur Erneuerung dieser Brücke an den Lokalbahnhof Hannover.